# Cuneisigna hemidelta
Cuneisigna hemidelta är en fjärilsart som beskrevs av Paul Mabille 1890. Cuneisigna hemidelta ingår i släktet Cuneisigna och familjen nattflyn. Inga underarter finns listade i Catalogue of Life.